# 大麻素
大麻素（英語：Cannabinoids），又称大麻类物质，是从大麻裡发现的一组萜酚类化合物，也自然地存在于动物神经和免疫系统裡。大麻素的外延包括结构上与四氢大麻酚（Tetrahydrocannabinol，THC）相关或与大麻素受体结合的一组物质。

## 大麻素受體
在1980年代發現了第一個大麻素受體。這些受體常見於動物中，並且已經在哺乳動物，鳥，魚和爬行動物中發現。目前有兩種已知的大麻素受體類型，稱為CB1和CB2。人類大腦中有比任何其他G蛋白偶聯受體（GPCR）類型具有更多的大麻素受體。

### 大麻素I型受體
CB1受體主要存在於腦中，更具體地的說存在於基底神經節和邊緣系統，包括海馬中。

### 大麻素II型受體
CB2受體主要存在於免疫系統，或免疫源性細胞中，在脾臟中密度最大。

## 醫療用途
- 癲癇（可以有效控制許多其他藥物難以控制的癲癇，而且副作用低）
- 精神疾病（但使用大麻亦可能造成精神疾病）
- 慢性疼痛
- 止吐
- 安寧治療

### 可能潛力
- 肺癌預防及治療
- 配合嗎啡合併使用，可以增加嗎啡的鎮痛效果[1]。

## 植物大麻素


## 內源性大麻素
